# Marko Petković
Marko Petković (Sremska Mitrovica, 3 de septiembre de 1992) es un futbolista serbio que juega de defensa en el F. K. Radnički Niš de la Superliga de Serbia. Desde 2015 es internacional con la selección de fútbol de Serbia.

## Trayectoria
Petkovic hizo su debut como sénior con el O. F. K. Belgrado en la temporada 2010-11. En su primera temporada jugó 17 partidos. Jugó en total tres temporadas con el club serbio con el que jugó 67 partidos y marcó 1 gol.
En agosto de 2013 fichó por el Estrella Roja de Belgrado. Con el club de la capital serbia jugó 98 partidos a lo largo de las cuatro temporadas que estuvo en el club, y marcó 4 goles.
El 1 de julio de 2017 fichó por el F. C. Spartak de Moscú de la Liga Premier de Rusia.
Tras llevar un año sin equipo, el 24 de enero de 2020 firmó con el C. D. Tondela portugués hasta junio de 2022. Sin embargo, al término de la temporada rescindió su contrato y regresó a Serbia para jugar en el F. K. TSC.
En enero de 2022 volvió a salir de su país para jugar en Hungría con el Budapest Honvéd F. C.

## Selección nacional
Marko ha sido internacional sub-19 y sub-21 con la selección de fútbol de Serbia. En 2015 fue llamado por primera vez para representar a su selección en categoría absoluta.

## Clubes
| Club                      | País     | Año       |
| ------------------------- | -------- | --------- |
| O. F. K. Belgrado         | Serbia   | 2010-2013 |
| Estrella Roja de Belgrado | Serbia   | 2013-2017 |
| F. C. Spartak de Moscú    | Rusia    | 2017-2019 |
| C. D. Tondela             | Portugal | 2020      |
| F. K. TSC                 | Serbia   | 2020-2022 |
| Budapest Honvéd F. C.     | Hungría  | 2022-2023 |
| Egaleo F. C.              | Grecia   | 2023-2024 |
| F. K. Radnički Niš        | Serbia   | 2024-     |

## Palmarés

### Títulos nacionales
| Título              | Club                      | País   | Año  |
| ------------------- | ------------------------- | ------ | ---- |
| Superliga de Serbia | Estrella Roja de Belgrado | Serbia | 2014 |
| Superliga de Serbia | Estrella Roja de Belgrado | Serbia | 2016 |
| Supercopa de Rusia  | F. C. Spartak de Moscú    | Rusia  | 2017 |